# La Prévière
La Prévière és un municipi francès situat al departament de Maine i Loira i a la regió de País del Loira. L'any 2007 tenia 257 habitants.

## Demografia

### Població
El 2007 la població de fet de La Prévière era de 257 persones. Hi havia 86 famílies de les quals 8 eren unipersonals (8 homes vivint sols), 31 parelles sense fills i 47 parelles amb fills.
La població ha evolucionat segons el següent gràfic:
Habitants censats

### Habitatges
El 2007 hi havia 107 habitatges, 88 eren l'habitatge principal de la família, 8 eren segones residències i 11 estaven desocupats. 103 eren cases i 4 eren apartaments. Dels 88 habitatges principals, 73 estaven ocupats pels seus propietaris i 15 estaven llogats i ocupats pels llogaters; 5 tenien dues cambres, 6 en tenien tres, 14 en tenien quatre i 64 en tenien cinc o més. 70 habitatges disposaven pel capbaix d'una plaça de pàrquing. A 39 habitatges hi havia un automòbil i a 46 n'hi havia dos o més.

### Piràmide de població
La piràmide de població per edats i sexe el 2009 era:
| Homes | Edats   | Dones |
| ----- | ------- | ----- |
| 0     | 95 o +  | 0     |
| 0     | 90 a 94 | 0     |
| 4     | 85 a 89 | 4     |
| 0     | 80 a 84 | 0     |
| 4     | 75 a 79 | 8     |
| 8     | 70 a 74 | 4     |
| 0     | 65 a 69 | 8     |
| 4     | 60 a 64 | 0     |
| 4     | 55 a 59 | 4     |
| 12    | 50 a 54 | 16    |
| 8     | 45 a 49 | 4     |
| 12    | 40 a 44 | 12    |
| 8     | 35 a 39 | 8     |
| 16    | 30 a 34 | 16    |
| 4     | 25 a 29 | 12    |
| 12    | 20 a 24 | 8     |
| 8     | 15 a 19 | 8     |
| 8     | 10 a 14 | 12    |
| 8     | 5 a 9   | 12    |
| 12    | 0 a 4   | 12    |

## Economia
El 2007 la població en edat de treballar era de 167 persones, 136 eren actives i 31 eren inactives. De les 136 persones actives 129 estaven ocupades (68 homes i 61 dones) i 8 estaven aturades (4 homes i 4 dones). De les 31 persones inactives 9 estaven jubilades, 13 estaven estudiant i 9 estaven classificades com a «altres inactius».

### Ingressos
El 2009 a La Prévière hi havia 90 unitats fiscals que integraven 257,5 persones, la mediana anual d'ingressos fiscals per persona era de 15.241 €.

### Activitats econòmiques
Dels 5 establiments que hi havia el 2007, 1 era d'una empresa de construcció, 1 d'una empresa d'hostatgeria i restauració, 1 d'una empresa immobiliària, 1 d'una empresa de serveis i 1 d'una entitat de l'administració pública.
Dels 3 establiments de servei als particulars que hi havia el 2009, 1 era una lampisteria, 1 restaurant i 1 agència immobiliària.
L'any 2000 a La Prévière hi havia 17 explotacions agrícoles que ocupaven un total de 871 hectàrees.

## Equipaments sanitaris i escolars
El 2009 hi havia una escola elemental.

## Poblacions més properes
El següent diagrama mostra les poblacions més properes.